# Piper oblongum
Piper oblongum är en pepparväxtart som beskrevs av Carl Sigismund Kunth. Piper oblongum ingår i släktet Piper och familjen pepparväxter. Inga underarter finns listade i Catalogue of Life.